# North Carolina Courage
North Carolina Courage ist ein Frauenfußballfranchise aus Cary, North Carolina, das seit der Saison 2017 in der National Women’s Soccer League, der höchsten Liga im Frauenfußball in den USA, spielt.

## Geschichte
Zum Jahreswechsel 2016/17 erwarb Steve Malik, Besitzer des North Carolina FC, das Spielrecht des NWSL-Teilnehmers und amtierenden Meisters Western New York Flash und gründete die North Carolina Courage. Der Name, sowie Teile des Logos, sind dabei an das ehemalige Frauenfußballfranchise Carolina Courage angelehnt, das von 2001 bis 2003 in der WUSA antrat und in Cary seine Heimspiele austrug.
Neben dem eigentlichen Spielrecht wurde auch der bisherige Spielerinnenkader der Flash, sowie ein Teil des Betreuerstabes, übernommen.
Die erste Saison 2017 verlief gleich sehr erfolgreich: die reguläre Saison schloss das Team mit 16 Siegen aus 24 Spielen als beste Mannschaft ab und gewann somit den NWSL Shield. In den Play-offs siegte das Team im Halbfinale über die Chicago Red Stars, unterlag jedoch im Finale dem Portland Thorns FC mit 0:1.
Auch in der Saison 2018 konnte sich North Carolina überlegen mit 17 Siegen in 24 Spielen den NWSL Shield als bestes Team der regulären Saison sichern. In den Play-offs gewann die Mannschaft zunächst gegen Chicago und konnte sich in der Neuauflage des Vorjahresfinales gegen Portland mit 3:0 durchsetzen und gewann den ersten Meistertitel.
In der Spielzeit 2019 sicherte sich das Franchise zum dritten Mal in Folge den NWSL Shield. Zudem gelangen in den Play-offs Siege über den Reign FC und die Chicago Red Stars, womit sich das Team auch die zweite Meisterschaft in Folge sichern konnte.
Ende September 2021 wurde Trainer Paul Riley vom Franchise entlassen. Ihm werden sexuelle Nötigung von mehreren Spielerinnen und Fehlverhalten vorgeworfen.

## Stadion
- First Horizon Stadium at WakeMed Soccer Park; Cary (seit 2017)

Die North Carolina Courage tragen ebenso wie der North Carolina FC ihre Heimspiele im First Horizon Stadium at WakeMed Soccer Park in Cary, North Carolina aus. Es bietet 10.000 Plätze. Im Stadion spielte von 2002 bis 2003 bereits der WUSA-Teilnehmer Carolina Courage.

## Trainer
- 2017–2021: Paul Riley
- seit 2021: Sean Nahas (interim)

## Erfolge
- US-amerikanischer Meister 2018, 2019
- NWSL Shield 2017, 2018, 2019
- NWSL Challenge Cup 2022

## Saisonstatistik
| Jahr | Liga | Reguläre Saison                      | Play-offs                            | Zuschauerdurchschnitt 1              | Erfolgreichste Torschützin 1         |
| ---- | ---- | ------------------------------------ | ------------------------------------ | ------------------------------------ | ------------------------------------ |
| 2017 | NWSL | 1. Platz                             | Finale                               | 4.389                                | Lynn Williams (9)                    |
| 2018 | NWSL | 1. Platz                             | Sieger                               | 5.129                                | Lynn Williams (14)                   |
| 2019 | NWSL | 1. Platz                             | Sieger                               | 5.875                                | Lynn Williams (12)                   |
| 2020 | NWSL | Wegen der COVID-19-Pandemie abgesagt | Wegen der COVID-19-Pandemie abgesagt | Wegen der COVID-19-Pandemie abgesagt | Wegen der COVID-19-Pandemie abgesagt |
| 2021 | NWSL | 6. Platz                             | Erste Runde                          | 4.986                                | Lynn Williams (7)                    |
| 2022 | NWSL | 7. Platz                             | nicht qualifiziert                   | 4.545                                | Debinha (12)                         |